# Дружиловські (герб)
Дружиловські (пол. Drużyłowski) — шляхетський герб, за словами Юліуша Кароля Островського різновид герба Леліва.

## Опис герба
Опис з використанням принципів блазонування, запропонованих Альфредом Знамеровським:
У полі невідомого кольору над півмісяцем два єльця перетнуті по діагоналі. Клейнод: три пера страуса.

## Історія
Згідно з Островським, це герб невідомого походження, відомий з XVII століття. Згадується також у Стариконь-Каспржицького. Адам Бонецький згадує Андрія і Габрієля Дружиловських, які з воєводством берестейським підписали обрання Августа II (проте, він не пише про їх герб).

## Роди
Одна сім'я вживала даний герб: Дружиловські (Drużyłowski).